# Departament d'Iguazú
Iguazú és un dels disset departaments en els quals es divideix la província de Misiones, a l'Argentina. Està situat a l'angle nord-oest de la província. La seva ciutat capçalera és Puerto Esperanza.
Limita amb els departaments d'Eldorado, General Manuel Belgrano i els estats del Brasil i el Paraguai, formant la Triple Frontera.
El departament té una superfície de 2.736 km², equivalent al 9,21% del total de la província i té una població de 99.013 habitants (segons el cens de 2022 de l'INDEC).

### Àrees protegides
- Parc provincial Esperanza
- Parc Nacional d'Iguazú
- Parc provincial Puerto Península
- Parc provincial Urugua-í
- Parc provincial Uruzú